# Liste des épouses des comtes et des princes de Hohenlohe-Langenbourg
Le tableau suivant dresse la liste des épouses des comtes et des princes de Hohenlohe-Langenbourg.

## Principauté souveraine (1764-1806)
| Portrait | Nom                              | Parents                                                                           | Naissance        | Mariage         | Accession au titre                                        | Perte du titre                                        | Décès           | Époux                                     |
| -------- | -------------------------------- | --------------------------------------------------------------------------------- | ---------------- | --------------- | --------------------------------------------------------- | ----------------------------------------------------- | --------------- | ----------------------------------------- |
|          | Éléonore de Nassau-Sarrebruck    | Louis-Crato de Nassau-Sarrebruck et Henriette-Philippine de Hohenlohe-Langenbourg | 1er juillet 1707 | 25 janvier 1723 | 7 janvier 1764 (élévation de son époux au rang de prince) | 16 janvier 1765 (décès de son époux)                  | 15 octobre 1769 | Louis de Hohenlohe-Langenbourg            |
|          | Caroline de Stolberg-Gedern      | Frédéric-Charles de Stolberg-Gedern et Louise-Henriette de Nassau-Sarrebruck      | 27 juin 1732     | 13 avril 1761   | 16 janvier 1765 (accession au trône de son époux)         | 4 juillet 1789 (décès de son époux)                   | 28 mai 1796     | Christian-Albert de Hohenlohe-Langenbourg |
|          | Amélie-Henriette de Solms-Baruth | Jean-Christian II de Solms-Baruth et Frédérique-Louise Reuss de Kostritz (d)      | 30 janvier 1768  | 30 janvier 1789 | 4 juillet 1789 (accession au trône de son époux)          | 12 juin 1806 (médiatisation du Hohenlohe-Langenbourg) | 31 octobre 1847 | Charles-Louis de Hohenlohe-Langenbourg    |

## Principauté médiatisée: de la confédération du Rhin à l'Empire allemand (1806-1918)
| Portrait | Nom                              | Parents                                                                      | Naissance          | Mariage           | Accession au titre                                    | Perte du titre                               | Décès             | Époux                                  |
| -------- | -------------------------------- | ---------------------------------------------------------------------------- | ------------------ | ----------------- | ----------------------------------------------------- | -------------------------------------------- | ----------------- | -------------------------------------- |
|          | Amélie-Henriette de Solms-Baruth | Jean-Christian II de Solms-Baruth et Frédérique-Louise Reuss de Kostritz (d) | 30 janvier 1768    | 30 janvier 1789   | 12 juin 1806 (médiatisation du Hohenlohe-Langenbourg) | 4 avril 1825 (décès de son époux)            | 31 octobre 1847   | Charles-Louis de Hohenlohe-Langenbourg |
|          | Théodora de Leiningen            | Émile-Charles de Leiningen et Victoire de Saxe-Cobourg-Saalfeld              | 7 décembre 1807    | 18 février 1828   | 18 février 1828                                       | 12 avril 1860 (décès de son époux)           | 23 septembre 1872 | Ernest Ier de Hohenlohe-Langenbourg    |
|          | Léopoldine de Bade               | Guillaume de Bade et Élisabeth-Alexandrine de Wurtemberg                     | 22 février 1837    | 24 septembre 1862 | 24 septembre 1862                                     | 23 décembre 1903                             | 23 décembre 1903  | Hermann de Hohenlohe-Langenbourg       |
|          | Alexandra de Saxe-Cobourg-Gotha  | Alfred Ier de Saxe-Cobourg-Gotha et Maria Alexandrovna de Russie             | 1er septembre 1878 | 20 avril 1896     | 9 mars 1913 (accession au titre de son époux)         | 9 novembre 1918 (chute de l'Empire allemand) | 16 avril 1942     | Ernest II de Hohenlohe-Langenbourg     |

## Depuis la proclamation de la République de Weimar (1918)
| Portrait | Nom                             | Parents                                                          | Naissance          | Mariage           | Accession au titre                                        | Perte du titre                    | Décès         | Époux                              |
| -------- | ------------------------------- | ---------------------------------------------------------------- | ------------------ | ----------------- | --------------------------------------------------------- | --------------------------------- | ------------- | ---------------------------------- |
|          | Alexandra de Saxe-Cobourg-Gotha | Alfred Ier de Saxe-Cobourg-Gotha et Maria Alexandrovna de Russie | 1er septembre 1878 | 20 avril 1896     | 9 novembre 1918 (proclamation de la République de Weimar) | 16 avril 1942                     | 16 avril 1942 | Ernest II de Hohenlohe-Langenbourg |
|          | Marguerite de Grèce             | André de Grèce et Alice de Battenberg                            | 18 avril 1905      | 20 avril 1931     | 11 décembre 1950 (accession au titre de son époux)        | 11 mai 1960 (décès de son époux)  | 24 avril 1981 | Gottfried de Hohenlohe-Langenbourg |
|          | Charlotte de Croÿ               | Alexandre de Croÿ et Anne Elspeth Campbell                       | 31 décembre 1938   | 16 juillet 1965   | 16 juillet 1965                                           | 26 mai 1990 (divorce)             |               | Kraft de Hohenlohe-Langenbourg     |
|          | Irma Pospesch                   | Eugen Pospesch et Gisela Spanring                                | 19 juin 1946       | 22 mai 1992       | 22 mai 1992                                               | 16 mars 2004 (décès de son époux) |               | Kraft de Hohenlohe-Langenbourg     |
|          | Saskia Binder                   | Hans Peter Binder et Friedelind Wehberg                          | 15 janvier 1973    | 23 septembre 2003 | 16 mars 2004 (accession au titre de son époux)            |                                   |               | Philippe de Hohenlohe-Langenbourg  |